# Tatiščevskij rajon
Il Tatiščevskij rajon (in russo Татищевский район?) è un rajon dell'Oblast' di Saratov, nella Russia europea; il suo capoluogo è Tatiščevo.